# Репино Брдо
Репино Брдо је насељено мјесто у саставу дистрикта Брчко, БиХ.

## Становништво
| Националност       | 1991.        |
| Муслимани          | 240 (97,56%) |
| Хрвати             | 4 (1,63%)    |
| Срби               | 0            |
| Југословени        | 1 (0,41%)    |
| остали и непознато | 1 (0,41%)    |
| Укупно             | 246          |